# Dasineura gardoquiae
Dasineura gardoquiae är en tvåvingeart som först beskrevs av Jean-Jacques Kieffer och Herbst 1905.  Dasineura gardoquiae ingår i släktet Dasineura och familjen gallmyggor. Inga underarter finns listade i Catalogue of Life.